# Piaski (powiat gnieźnieński)
Piaski – wieś w Polsce położona w województwie wielkopolskim, w powiecie gnieźnieńskim, w gminie Witkowo.
W latach 1975–1998 miejscowość należała administracyjnie do województwa konińskiego.